# Bataille de Valennes
Chouannerie
Batailles
La bataille de Valennes ou bataille de Valeines a lieu le 18 mai 1796 lors de la Chouannerie.

## Prélude
Le 17 mai 1796, Louis de Frotté, général des chouans de Normandie, s'était rendu à Parigné pour tenir un conseil militaire avec Aimé Picquet du Boisguy. Toussaint du Breil de Pontbriand s'y rendit également pour représenter la division de Vitré. Le projet de Frotté était de tenir la côte afin de permettre aux Anglais d'opérer un débarquement d'armes et de munition dans la baie du Mont-Saint-Michel. Boisguy promit de le seconder dans son entreprise. Il fut également question de la colonne normande de Saint-James, celle-ci avait été placée récemment sous le commandement de Frotté mais combattait avec Boisguy depuis 1794. Frotté laissa toutefois à Boisguy le commandement de cette colonne.
Le lendemain de la réunion, Frotté repartit pour la Normandie, escorté par les troupes de Boisguy et Pontbriand. Arrivé à Poilley, ils rencontrent et mette en fuite une petite troupe des républicains. Frotté et du Boisguy se séparent ensuite à Poilley. Le lendemain, Pontbriand regagne le pays de Vitré.

## Déroulement
Le lendemain, d'après le récit de Pontbriand, l'adjudant-général Bernard arrive à Montours, puis marche sur Le Ferré avec une colonne de la garnison de Fougères, renforcée la veille par des troupes venues de Pontorson. Du Boisguy se porte alors à sa rencontre et le combat s'engage près du village de Valennes. Il charge les Normands, commandés par Dauguet, de défendre la chaussée de l'étang, tandis qu'il attaque de l'autre côté avec les Bretons de la colonne du Centre. Dans un premier temps, il repousse les premières troupes républicaines qu'il rencontre, mais il apprend que les Normands ont été rapidement mis en déroute par une autre colonne, venue d'Avranches. D'après les renseignements donnés par deux prisonniers interrogés, les forces républicaines sont estimées à au moins 3 000 hommes. Après une heure et demie de combats, Du Boisguy ordonne la retraite et les chouans se retirent sur Parigné.

## Pertes
D'après Pontbriand, les pertes des chouans sont de 14 tués et 30 blessés. Parmi les morts, on relève le grenadier qui avait déserté la veille pour rejoindre les chouans.